# Урменіш (комуна)
Урменіш (рум. Urmeniș) — комуна у повіті Бистриця-Несеуд в Румунії. До складу комуни входять такі села (дані про населення за 2002 рік):
- Валя (35 осіб)
- Валя-Маре (52 особи)
- Делурень (273 особи)
- Кимп (150 осіб)
- Кошеріу (92 особи)
- Поденій (19 осіб)
- Скоабе (46 осіб)
- Урменіш (935 осіб) — адміністративний центр комуни
- Финаце (208 осіб)
- Шоптеріу (470 осіб)

Комуна розташована на відстані 292 км на північний захід від Бухареста, 41 км на південь від Бистриці, 58 км на схід від Клуж-Напоки.

## Населення
За даними перепису населення 2002 року у комуні проживали 2280 осіб.
Національний склад населення комуни:
| Національність | Кількість осіб | Відсоток |
| -------------- | -------------- | -------- |
| румуни         | 2056           | 90,2%    |
| цигани         | 144            | 6,3%     |
| угорці         | 80             | 3,5%     |

Рідною мовою назвали:
| Мова      | Кількість осіб | Відсоток |
| --------- | -------------- | -------- |
| румунська | 2099           | 92,1%    |
| циганська | 120            | 5,3%     |
| угорська  | 61             | 2,7%     |

Склад населення комуни за віросповіданням:
| Релігія                                       | Кількість осіб | Відсоток |
| --------------------------------------------- | -------------- | -------- |
| православні                                   | 2018           | 88,5%    |
| греко-католики                                | 101            | 4,4%     |
| реформати                                     | 72             | 3,2%     |
| баптисти                                      | 66             | 2,9%     |
| адвентисти                                    | 16             | 0,7%     |
| п'ятдесятники                                 | 2              | 0,1%     |
| не релігійні                                  | 2              | 0,1%     |
| унітарії                                      | 1              | < 0,1%   |
| лютерани (Синодально-пресвітеріанська церква) | 1              | < 0,1%   |